# Vilanova del Camí
Vilanova del Camí település Spanyolországban, Barcelona tartományban. Lakosainak száma 12 844 fő (2024).

## Földrajza
Vilanova del Camí Òdena, La Pobla de Claramunt, Carme, Orpí, Santa Margarida de Montbui és Igualada községekkel határos.

## Közlekedés
A település az FGC vasúttársaság Llobregat–Anoia-vasútvonala vonalán fekszik, melyen Barcelona is könnyedén megközelíthető.

## Testvértelepülések
- Calcinaia

## Népesség
A település lakosságának változását az alábbi diagram mutatja:
| Lakosok száma | 64   | 743  | 723  | 1696 | 8609 | 11 121 | 12 649 | 12 506 | 12 458 | 12 844 |
|               | 1717 | 1887 | 1936 | 1960 | 1986 | 2004   | 2009   | 2014   | 2019   | 2024   |